# 布吕康
布吕康（法語：Brucamps，法語發音：[bʁykɑ̃]）是法国上法蘭西大區索姆省的一个市镇，属于阿布维尔区。

## 地理
布吕康（50°4'23"N, 2°3'26"E）面积6.37 平方千米，位于法国上法蘭西大區索姆省，该省份为法国北部沿海省份，北起加来海峡省和北部省，西接滨海塞纳省和大西洋英吉利海峡，南至瓦兹省，东临埃纳省。
与布吕康接壤的市镇（或旧市镇、城区）包括：阿伊勒欧克洛谢、埃尔尼、戈朗夫洛、叙尔康、沃谢勒莱多马尔、维尔勒马尔克莱、维莱苏萨伊。
布吕康的时区为UTC+01:00、UTC+02:00（夏令时）。

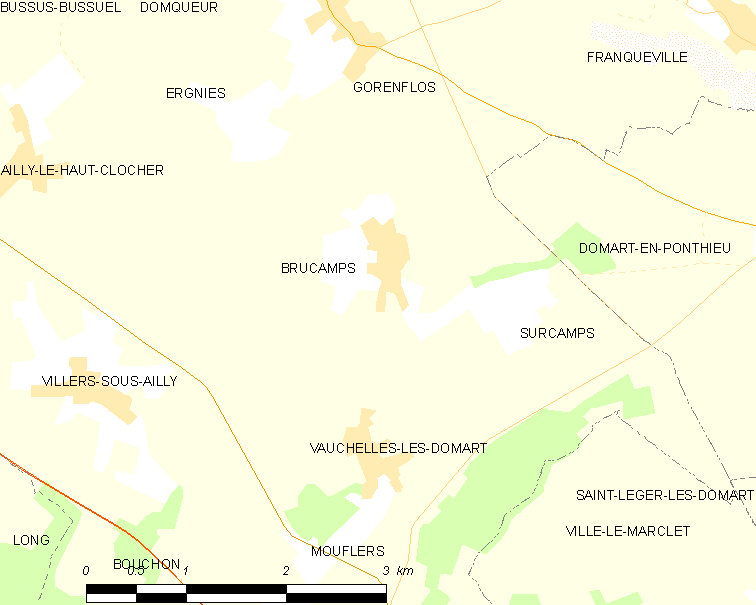
布吕康的OSM定位图

## 行政
布吕康的邮政编码为80690，INSEE市镇编码为80145。

## 政治
布吕康所属的省级选区为吕镇县。

## 人口

1962-2008年间布吕康人口变化图示

布吕康于2022年1月1日时的人口数量为150人。